# (6905) Miyazaki
(6905) Miyazaki (1990 TW) – planetoida z pasa głównego asteroid okrążająca Słońce w ciągu 4 lat i 86 dni w średniej odległości 2,62 j.a. Została odkryta 15 października 1990 roku.